# Annika Banfield
Annika Emerentia Banfield, född Skoglund 18 november 1952 i Göteborg, är en svensk organisationskonsult, författare, skådespelare och regissör.

## Biografi

### Författarskap
Banfield debuterade 1969 som 17-åring med deckaren Döden Lurar, Lura Döden. DN:s recensent beskrev boken som levande och läsvärd med bra spänning. Efter ytterligare en deckare, Liket går vidare, övergick hon till att skriva ungdomsböcker. År 1970 gav hon ut ungdomsromanen Bara en tonåring som 1972 även gavs ut på tyska som Mit 15 Jahren.
Hon återupptog skrivandet 2001 med den första boken i en trilogi om Svarta Katten. Banfield har även skrivit två böcker om Nordamerikas indianer. Under 2012 återgick hon till ungdomslitteratur. 2019 utkom hon med sin självbiografi, "Addicted to Life - Bakom masken."
Sedan 2017 skriver Banfield dramatik. Hennes pjäser har varit uppsatta såväl i England som i Sverige.

### Världen i våra händer
År 2000 startade Banfield den ideella stiftelsen "Världen i våra händer" vilken donerade pengar till hjälpbehövande indianbarn. Pengarna gick till aktiviteter för fattiga barn i Albuquerque, New Mexico samt hjälp till äldre indianer i South Dakota. Under flera år hade stiftelsen ett nära samarbete med Frölunda Indians i Göteborg.

### Film
År 2005 inledde Banfield ett samarbete med filmbolaget Levande Bilder i Göteborg, för att producera en film om Nordamerikas indianer och deras kamp för sin kultur och sin andlighet. Upphovet till projektet var att Banfield fick en helig fjäder av en indian på besök i Sverige, där hon förstod att fjädern hamnat i helt fel händer. Hon åkte över Atlanten för att försöka hitta den med bäst förmåga att hantera fjädern och uppskatta dess andliga kraft, och blev allt mer bekant med Nordamerikas moderna indianer, släktingar till urbefolkningen. Hon mötte deras ilska över att ha blivit marginaliserade i det amerikanska samhället, samt utsatta för kommersiell exploatering av sin kultur, andliga ceremonier och ritualer. Resultatet blev att Banfield tillsammans med filmaren Folke Johansson skrev manus, producerade och använde sitt kontaktnät under filmningen i Texas, New Mexico och South Dakota i USA för att skapa dokumentärfilmen Spirits for Sale. Filmen hade premiär i september 2007 på South Dakota Filmfestival. Arbetet med filmen är beskrivet i boken Den Vita Buffelkvinnans Folk: en resa in i Lakotaindianernas värld.
Hösten 2011 var Banfield inbjuden på en två veckors turné i Italien tillsammans med Lakotaindianernas andlige ledare Chief Arvol Looking Horse(en).
Hon var initiativtagare till och en av organisatörerna av Native Vision Filmfestival, en filmfestival om och med ursprungsfolk, i Göteborg 2012–2014.
År 2014 producerade Banfield en kortfilm baserad på sin boktrilogi, "Dimmornas Folk - The Movie", som hade premiär på Göteborgs Stadsbibliotek 15 november 2014.
2016 producerade hon ännu en kortfilm "Kvinnan i Klippan" baserad på sin bok med samma namn. Boken är en roman om bronsålderns mystik, hemlighetsfulla budskap inristade i klipporna och om kampen mellan ljus och mörker.
2023 medverkade Banfield som skådespelare i den dansk/svenska produktionen "Låt mig vara".

### Yrkesliv
Annika Banfield arbetar sedan 1991 med ledarskap, teamutveckling, konflikthantering och personlig utveckling.

### Familj
Annika Banfield är släkt i rakt nedstigande linje med Mårten Krakow och Emerentia Krakow. Skådespelerskan Pia Skoglund var hennes faster.

### Deckare
- Döden lurar, lura döden: detektivroman. Stockholm: Bonnier. 1969. Libris 1693715
- Liket går vidare: detektivroman. Stockholm: Bonnier. 1970. Libris 1693717

### Ungdomsböcker
- Bara en tonåring. Stockholm: Bonnier. 1970. Libris 862423
  -  (på tyska) Mit 15 Jahren. Översättning: Kutsch Angelika. Stuttgart: Union-Verlag. 1972. Libris 10423330. ISBN 3800253429
- (på tyska) Glaube, Hoffnung und Liebe der Marie L. Översättning: Rukschcio Gertrud. Recklinghausen: Bitter. 1975. Libris 22698024. ISBN 3790302023
- (på tyska) Ich will das Kind behalten. Recklinghausen. 1976. Libris 5973490. ISBN 3-7903-0222-8

### Svarta Katten
- Svarta Katten – Själens tysta budskap (2001)
- Svarta Katten – Moder jords tysta budskap (2005)
- Svarta Katten – Livets Lapptäcke (2006)
- Kvinnan i Klippan (2008)

### Nordamerikas ursprungsbefolkning
- De kallar oss ”Indianer” (2004)
- Den vita buffelkvinnans folk (2007)
- Röster från buffelkvinnans folk (2007)

### Dimmornas folk
- Svart passion (2013)
- Dödlig passion (2014)
- Evig passion (2014)

### Självbiografi
- Addicted to Life (2019)

### Dramatik
- 2017 – Honeysuckles only smell in the evening
- 2018 – The last goddess
- 2019 – Den sista gudinnan
- 2021 – Emerentia - Göteborgs okända hjältinna
- 2021 – Skuggor av ljus
- 2023 – Skymningsflickor[8]
- 2024 – Jerntorget[9]
- 2024 – Ett julmirakel i Kronhuset[10]

## Utmärkelser
- Spirits for sale - "Best International Film", South Dakota Filmfestival 2007[4]
- Spirits for sale - "Best International Spiritual Film"  New York Filmfestival 2009[11]